# Report from the Aleutians
Report from the Aleutians – amerykański film dokumentalny z 1943 roku w reżyserii Johna Hustona.

## Opis fabuły
Dokument opowiada o misji amerykańskich oddziałów walczących na archipelagu Aleutów, gdzie ich bombowce atakują okupowaną przez Japończyków wyspę Kiska.

## Nagrody i nominacje
| Nazwa nagrody | Wygrane            | Nominacje                                                                                       |
| ------------- | ------------------ | ----------------------------------------------------------------------------------------------- |
| Oscar         | 1944 bez rezultatu | 1944 Najlepszy pełnometrażowy film dokumentalny wyprodukowany przez U.S. Army Pictorial Service |